# San Diego Sockers
San Diego Sockers – amerykański klub piłkarski, założony w 1978 roku, z siedzibą w San Diego w stanie Kalifornia. Powstał po wcześniejszych przekształceniach i zmianach nazwy zespołu.
Używane nazwy przed 1978 rokiem: Baltimore Comets w 1974-1975, San Diego Jaws w 1976 oraz Las Vegas Quicksilvers w 1977.
Jeden z najpopularniejszych klubów piłkarskich w latach osiemdziesiątych w USA, obok New York Cosmos. Jest jednym z najbardziej utytułowanych zespołów w halowej piłce nożnej w historii USA. Zespół zdobył dziesięć halowych tytułów mistrza kraju, występując jednocześnie w North American Soccer League oraz Major Indoor Soccer League. San Diego Sockers w swojej historii występowali również w Continental Indoor Soccer League oraz World Indoor Soccer League. Działalność klubu była zawieszana w 1996 i 2004 roku, z powodu kłopotów finansowych. W 2009 roku San Diego Sockers zostało reaktywowane.

## Historia

### Od Baltimore przez Las Vegas do San Diego
W 1974 roku powstał zespół Baltimore Comets, oparty na miejscowych drużynach z Baltimore w stanie Maryland. Baltimore Comets przystąpili do rozgrywek w North American Soccer League. W latach 1974 i 1975 swoje mecze rozgrywali na Memorial Stadium w Baltimore. Na początku 1975 roku zostali wyrzuceni z Memorial Stadium z powodu niepłacenia czynszu i przenieśli się na Towson University, obecnie Johnny Unitas Stadium.
Po zakończeniu sezonu w 1975 roku zespół został przeniesiony do San Diego w stanie Kalifornia, zmieniona została też nazwa na San Diego Jaws. W 1976 roku przystąpili do rozgrywek, ponownie w North American Soccer League. Swoje mecze rozgrywali na Aztec Bowl oraz San Diego State University.
W 1977 roku zespół został ponownie przeniesiony, tym razem do Las Vegas w stanie Nevada. Ponownie została zmieniona nazwa na Las Vegas Quicksilvers. W Las Vegas grali tylko jeden sezon w 1977 roku występując w North American Soccer League. Mecze rozgrywali na Sam Boyd Stadium, średnia frekwencja na meczach Quicksilvers wynosiła 7092.
Najbardziej znanym zawodnikiem Quicksilvers był słynny Eusébio, ale zdołał strzelić tylko 2 bramki w 17 meczach.
W 1978 roku zespół powrócił do San Diego, zmieniona została nazwa, która przetrwała do dziś, na San Diego Sockers.
Właścicielem wszystkich wcześniejszych zespołów jak i nowo powstałego San Diego Sockers, pozostawał Bob Bell.

### 1978-1996
W 1978 roku po przeniesieniu się do San Diego, zespół przystąpił do rozgrywek North American Soccer League (grupa konferencji zachodniej). San Diego Sockers występowało w lidze NASL, aż do jej rozwiązania w 1984 roku. Dochodząc w tym czasie trzykrotnie do półfinału i trzykrotnie finału, konferencji zachodniej na boiskach otwartych.
W 1980 roku North American Soccer League utworzyło rozgrywki w systemie Indoor, mecze odbywały się w hali. Do NASL Indoor przystąpili również Sockersi. Od tej pory zespół San Diego Sockers, grał w dwóch systemach rozgrywek Outdoor i Indoor, mając tylko jedną drużynę.
W 1982 roku zespół zdobył swój pierwszy tytuł, Halowego Mistrza Stanów Zjednoczonych. Po tym sukcesie San Diego Sockers przystąpiło do rozgrywek Major Indoor Soccer League, gdzie mecze rozgrywane były tylko w hali, o tej pory zespół występował w dwóch ligach NASL (na boiskach i w hali) oraz MISL (w hali).
Później nastąpiło pasmo sukcesów, zespół zdobył w 1983 roku kolejny tytuł mistrzowski tym razem w lidze MISL, później kolejne mistrzostwo w 1984 w lidze NASL w rozgrywkach halowych.
Po rozwiązaniu ligi NASL w 1984 roku, Sockersi występowali już tylko w lidze MISL, zdobywając kolejne tytuły Halowego Mistrza Stanów Zjednoczonych. Kolejno w latach: 1985, 1986, 1988, 1989, 1990, 1991, i 1992.
W 1992 roku liga MISL została rozwiązana, w wyniku tego w 1993 roku zespół przystąpił do ligi Continental Indoor Soccer League i występował w niej do 1996 roku.
W 1996 roku po kilku zmianach własnościowych, Ron Fowler (1987-1991), Oscar Ancira, Sr. (1991-1994), San Diego Sports Arena Management (1994-1996), zespół został rozwiązany z powodów finansowych.

### 2001-2004
Pierwsza reaktywacja San Diego Sockers nastąpiła w 2001 roku. Zespół przystąpił do World Indoor Soccer League. W sezonie 2002/2003 zespół przystąpił do nowej Major Indoor Soccer League, która powstała z połączenia z World Indoor Soccer League.
Tuż przed rozpoczęciem sezonu 2004-2005, klub przejął Raj Kalra właściciel Vancouver Ravens, drużyny Lacrosse’a występującej w National Lacrosse League. Zaledwie dwa miesiące po zakupie, okazało się, że Raj Kalra nie płaci wynagrodzenia piłkarzom oraz sztabowi szkoleniowemu, od momentu przejęcia Sockersów.
W związku z tym, 30 grudnia 2004 roku, władze ligi odebrały San Diego Sockers licencję, a zespół został ponownie rozwiązany.

### Obecnie
W 2009 roku dwóch lokalnych biznesmenów z San Diego, David Pike i Carl Savoia oraz były piłkarz i trener, Phil Salvagio postanowili przywrócić dawny blask San Diego Sockers. Właścicieli połączył sentyment San Diego Sockers. Zespół w sezonie 2009-2010 zdobył tytuł mistrzowski w lidze PASL-pro.

## Lata w lidze
- North American Soccer League Outdoor (NASL) 1974-1984
- North American Soccer League Indoor (NASL) 1980-1982, 1983-1984
- Major Indoor Soccer League (MISL) 1982-1983, 1984-1992
- Continental Indoor Soccer League (CISL) 1993-1996
- World Indoor Soccer League (WISL) 2001
- Major Indoor Soccer League (MISL) 2002-2004
- Professional Arena Soccer League (PASL) od 2009

## Właściciele San Diego Sockers
- Bob Bell (1978-1987)
- Ron Fowler (1987-1991)
- Oscar Ancira, Sr. (1991-1994)
- San Diego Sports Arena Management (1994-1996)
- brak danych (2001-2004)
- Raj Kalra (2004)
- David Pike i Carl Savoia (2009)

## Wyróżnienia i sukcesy
Tytuł dywizji w sezonie regularnym – NASL, MISL i CISL
- 1978, 1979, 1981, 1981-1982, 1982-1983, 1983-1984, 1984, 1984-1985, 1985-1986, 1987-1988, 1990-1991, 1991-1992, 1996

Mistrz rozgrywek – NASL Indoor
- 1982, 1984

Mistrz rozgrywek – MISL
- 1983, 1985, 1986, 1988, 1989, 1990, 1991, 1992

Najcenniejszy zawodnik sezonu w lidze – MISL
- 1983 Alan Mayer
- 1985 Steve Zungul
- 1986 Steve Zungul
- 1991 Victor Nogueira
- 1992 Victor Nogueira

Najcenniejszy zawodnik przy zdobyciu mistrzostwa – MISL
- 1983 Juli Veee
- 1985 Steve Zungul
- 1986 Brian Quinn
- 1988 Hugo Perez
- 1989 Victor Nogueira
- 1990 Brian Quinn
- 1991 Ben Collins
- 1992 Thompson Usiyan

Najwięcej punktów – NASL Indoor
- 1982 Juli Veee

Najwięcej punktów – MISL
- 1985 Steve Zungul
- 1986 Steve Zungul

Lider asyst – MISL
- 1985 Steve Zungul
- 1986 Steve Zungul

Obrońca roku – MISL
- 1985 Kevin Crow
- 1988 Kevin Crow
- 1989 Kevin Crow
- 1991 Kevin Crow
- 1992 Kevin Crow

Najlepszy bramkarz roku – NASL
- 1984 Jim Gorsek

Najlepszy bramkarz roku – MISL
- 1988 Zoltan Toth
- 1989 Victor Nogueira
- 1991 Victor Nogueira
- 1992 Victor Nogueira

Najlepszy bramkarz roku – CISL
- 1994 Antonio Cortes

Trener roku – MISL
- 1988 Ron Newman

Młody talent roku – MISL
- 1991 David Banks

Młody talent roku – CISL
- 1994 John Olu Molomo
- 1995 Mark Chung
- 1996 Carlos Farias

Drużyna All Star – NASL
- 1984 Kevin Crow

Drużyna All Star – MISL
- 1983 Alan Mayer, Kazimierz Deyna
- 1985 Branko Segota, Kevin Crow, Steve Zungul
- 1986 Fernando Clavijo, Branko Segota
- 1987 Kevin Crow
- 1988 Zoltan Toth, Fernando Clavijo, Kevin Crow, Branko Segota
- 1990 Victor Nogueira, Kevin Crow
- 1991 Victor Nogueira, Kevin Crow

Drużyna All Star – CISL
- 1993 David Banks
- 1995 Mark Chung